# Iratxe García
Iratxe García Pérez (Baracaldo, 7 de octubre de 1974) es una política española del Partido Socialista Obrero Español (PSOE). Es diputada al Parlamento Europeo desde 2004, y desde 2019 es la presidenta del grupo parlamentario actual presidenta de la Alianza Progresista de Socialistas y Demócratas en el Parlamento Europeo. Durante la anterior legislatura (2014-2019) fue presidenta de la Comisión de Derechos de la Mujer e Igualdad de género del Parlamento Europeo. Desde 2014 hasta el 2019 presidió la delegación socialista española en el Parlamento Europeo.

## Trayectoria
Nacida el 7 de octubre de 1974 en Barakaldo, Vizcaya, obtuvo la diplomatura en Trabajo Social por la Universidad de Valladolid en 1995. Vecina de Laguna de Duero, fue concejala del Ayuntamiento de Laguna de Duero y diputada en la Diputación Provincial de Valladolid entre 1995 y 2000.
De 1996 a 1999 fue secretaria general de las Juventudes Socialistas de España (JSE) de Valladolid, y desde 1999 hasta 2002 lo fue de las JSE de Castilla y León. 
En las elecciones municipales españolas de 1995 fue elegida concejala en Laguna de Duero, así como integrante de la Diputación Provincial de Valladolid, cargos que dejó en 2000 cuando fue elegida diputada nacional por Valladolid. Entre 2000 y 2004 fue portavoz adjunta de la Comisión de Política Social y Trabajo del Congreso de los Diputados.
Desde 2004 es miembro de la ejecutiva del PSOE de Castilla y León y desde 2008 subsecretaría general del PSOE de Valladolid.

### Diputada al Parlamento Europeo
En las elecciones europeas de 2004, fue elegida por primera vez diputada en el Parlamento Europeo y reelegida posteriormente en 2009, 2014 y 2019.   
En su primera legislatura, entre 2004 y 2009, García formó parte de la Comisión de Desarrollo Regional (REGI), de la Delegación en la Asamblea Parlamentaria Euromediterránea (APEM) y de la Delegación para las Relaciones con los Países del Magreb y la Unión del Magreb Árabe (incluida Libia). También forma parte de la Comisión de Medio Ambiente, Salud Pública y Seguridad Alimentaria (ENVI) y de la Delegación del Parlamento para las Relaciones con la península arábiga. Además, es miembro del Intergrupo del Parlamento Europeo sobre Derechos LGBT y del Intergrupo del Parlamento Europeo sobre el Sáhara Occidental.
En julio de 2014, García fue elegida presidenta de la Comisión de Derechos de la Mujer e Igualdad de Género del Parlamento Europeo (FEMM). En septiembre de 2014, el presidente del PSOE, Pedro Sánchez, la nombró jefa de la delegación de eurodiputados del partido en el Grupo S&D, en sustitución de Elena Valenciano.
En el XXXIX Congreso Federal del PSOE fue elegida secretaria de la Unión Europea dentro de la Comisión Ejecutiva Federal. En diciembre de 2018 fue elegida vicepresidenta del Partido Socialista Europeo.
Tras las elecciones al Parlamento Europeo de 2019, el Grupo S&D eligió a García como nueva líder, un día después de que el titular Udo Bullmann retirara su candidatura. En marzo de 2021, como líder del Grupo S&D, se opuso, junto con el grupo parlamentario, a un debate sobre el asesinato de Daphne Caruana Galizia y la revelación de corrupción en la política maltesa.

## Cargos desempeñados
- 1993-1995:  Participación en los Consejos de Juventud de Valladolid y Castilla y León.
- 1995-2000: Concejala del Ayuntamiento de Laguna de Duero.
- 1995-2000: Diputada Provincial de la Excma. Diputación de Valladolid.
- 1996-1999: Secretaria General Juventudes Socialistas de Valladolid.
- 1996-1999: Secretaria de Política Municipal Juventudes Socialistas de España.
- Desde 1996: Miembro del Comité Autonómico del PSCyL-PSOE.
- 1999-2002: Secretaria General de Juventudes Socialistas de Castilla y León.
- 2000-2004: Diputada Nacional en el Congreso de los Diputados VII Legislatura.
- 2000-2004: Vicesecretaria General del PSOE en Valladolid.
- Desde 2004: Miembro de la Comisión Ejecutiva Regional del PSCyL-PSOE.
- Desde 2008: Vicesecretaria General del PSOE en Valladolid.
- Desde 2004: Eurodiputada socialista en el Parlamento Europeo.
- Desde 2014: Presidenta de la Comisión de Derechos de la Mujer e Igualdad de Género en el Parlamento Europeo.
- 2014-2016: Secretaria Federal para la Unión Europea en la Comisión Ejecutiva Federal del PSOE
- Desde enero de 2017: Portavoz del Grupo Socialista en Comisión de Derechos de la Mujer e Igualdad de Género en el Parlamento Europeo.
- Desde junio de 2017: Secretaria Federal para la Unión Europea en la Comisión Ejecutiva Federal del PSOE.
- Desde junio de 2017 hasta julio de 2019: Presidenta de la Delegación Socialista Española en el Parlamento Europeo.
- Desde diciembre de 2018: Vicepresidenta Primera del Partido Socialista Europeo (PES).
- Desde julio de 2019: Presidenta del Grupo de la Alianza Progresista de Socialistas y Demócratas en el Parlamento Europeo.